# Escriptura quadrada

Escriptura quadrada

L'escriptura quadrada (també anomenada  majúscula lapidària, majúscula monumental o majúscula elegant) és la forma de cal·ligrafia de l'antiga Roma que va donar origen a les majúscules actuals. Es van començar a anomenar majúscules en oposició a les lletres minúscules que apareixerien posteriorment, a l'edat mitjana, amb l'escriptura merovíngia i carolíngia.

## Forma

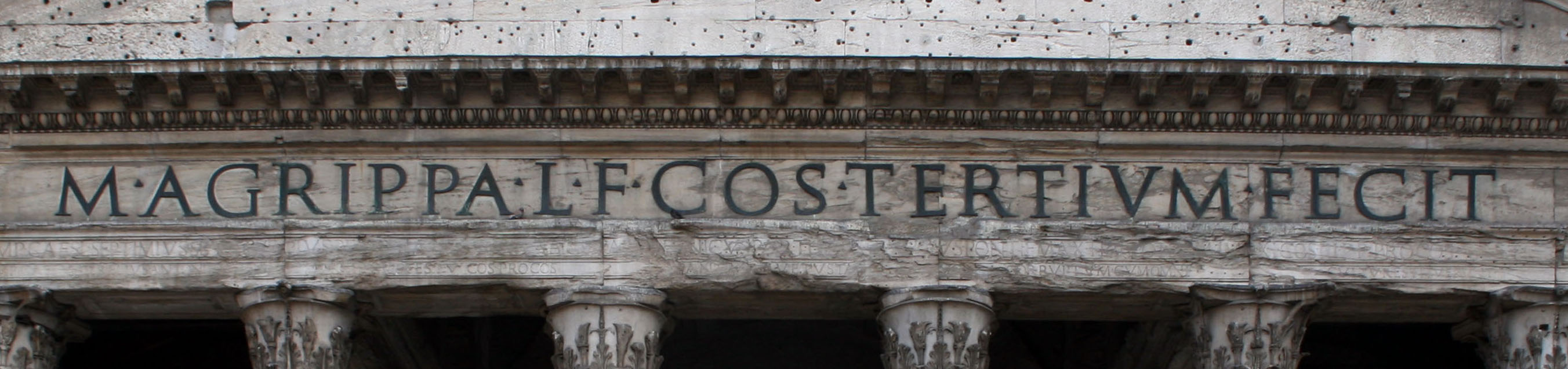
Inscripció del panteó d'Agripa

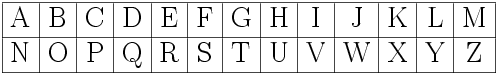
Abecedari en majúscules quadrades
(nota: la U i la J no són d'època romana, es van usar a partir del)

L'escriptura majúscula quadrada es caracteritza per la seva forma principalment de línies rectes amb angles nets i petites gràcies a les terminacions. Les seves corbes són suaus, pràcticament circulars. Alterna traços gruixuts i estrets tant en les rectes que es creuen com en els traços corbs. Les lletres tendeixen a tenir la mateixa altura i amplada, per això s'anomenen quadrades.
L'abundància de línies rectes i l'absència d'enllaços entre lletres en aquest tipus de cal·ligrafia són degudes al fet que va ser dissenyada abans que es generalitzés l'escriptura amb tinta. Aquestes lletres van ser concebudes per ser inscrites sobre tauletes de fang o cera, o bé gravades sobre pedra o qualsevol altre material dur, on el traçat de rectes és més ràpid i fàcil que no el de les corbes.

## Usos

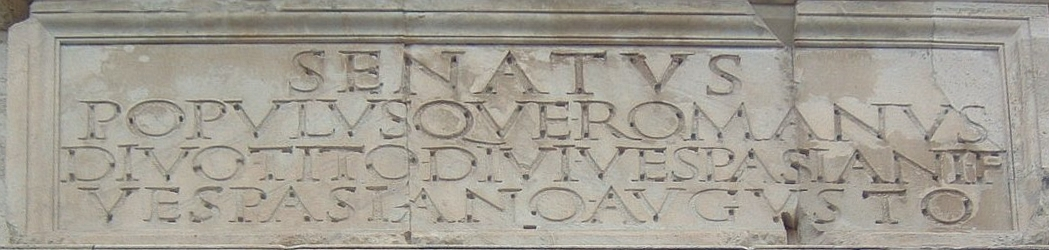
Inscripció amb majúscules quadrades de l'Arc de Titus, pels volts de l'any 81 (nota: hi ha petits forats a l'interior de les lletres, que era on anaven clavades les lletres de metall perquè ressaltessin sobre el fons blanc)

S'usava per a les inscripcions en monuments i tombes, i en alguns manuscrits; quan s'usa en llibres és coneguda com a majúscula elegant. Les majúscules quadrades van aconseguir la seva forma definitiva i van ser usades més habitualment entre la segona meitat del segle I i el segle iii, és a dir durant els regnats d'August, Tiberi, Trajà, Hadrià i Marc Aureli. Per a l'escriptura d'ús quotidià dels romans s'usaven amb més freqüència les majúscules cursives. Exemples notables de l'ús de les majúscules quadrades es poden trobar a les inscripcions del Panteó d'Agripa, la columna de Trajà o l'arc de Titus, tots ells a Roma.
En inscripcions llatines antigues, quan es tractava de documents d'importància menor, les lletres majúscules podien ser actuàries (rústiques), amb una cal·ligrafia menys acurada i amb aspecte de lletres traçades a pinzell, més estretes i altes. Aquestes majúscules rústiques eren usades per escriure les còpies de luxe de les obres dels autors clàssics, especialment Virgili, les obres del qual apareixen en els tres únics manuscrits supervivents en aquesta cal·ligrafia. Després del segle V la cal·ligrafia majúscula va anar caient en desús i va anar quedant només per a les lletres dels títols de les portades dels llibres o l'encapçalament dels capítols, mentre que en el cos del text fou substituïda per altres com ara la cal·ligrafia uncial.
Els caràcters de titular Felix de Monotype (1934) es basen en l'alfabet de 1463 dissenyat per Feliciano, basat alhora en les inscripcions romanes.